# Turcs (peuple)
Cet article concerne le peuple de Turquie. Pour les peuples turcs, voir Peuples turcs.
- Turquie
- + 1,000,000
- + 100,000
- + 10,000
- + 1,000

En français le mot Turcs désigne :
- selon la constitution turque de 1982, le droit du sol et le droit international, les citoyens de la Turquie et eux seuls, quelles que soient leurs langues, origines et traditions culturelles[55] ;
- selon la définition ethnique, le droit du sang et l'appartenance linguistique et culturelle, le groupe ethnique turcophone qui s'auto-désigne en turc comme Türk, pluriel Türkler[56]. Originaires d'Asie Centrale, ils se sont établis en Anatolie au XIe siècle à la suite des conquêtes seldjoukides, faisant progressivement basculer la région d'une terre hellénophone et chrétienne à une terre turcophone et musulmane. Aussi appelés « Turcs anatoliens » pour les distinguer des autres peuples turcs, ils vivent principalement en Turquie soit environ 76 millions d'habitants en Turquie d'Asie[57] et environ 11 millions d'habitants en Turquie d'Europe[58], ainsi que dans les anciens territoires de l'Empire ottoman en Europe du Sud-Est[59],[60], tandis que d'autres se sont installés en Europe de l'Ouest, principalement en Allemagne[61].

## Étymologie
L'ethnonyme Türk (ancien turc :  Türük, ou   Kök Türük, ou  Türk) est utilisé pour la première fois par le khaganat Göktürk. Ils étaient appelés par les historiens chinois T’ou-kiu, transcription de « türük » (fort). Il servait à désigner à la fois l'empire et ses sujets, ethniquement turcs ou non. Par la suite, il a progressivement été adopté comme un ethnonyme générique désignant la totalité des tribus turciques d'Asie centrale et de Sibérie.

## Histoire

### Origines et histoire ancienne
Les Turcs étaient à l'origine un peuple sédentaire pratiquant l'agriculture en Asie de l'Est, autour du fleuve Liao,,,. Ils migrèrent vers la Mongolie au cours du IIIe siècle av. J.-C. (vers 200 av. J.-C.), à cause du refroidissement climatique et de la désertification de leur région. Les contraintes les poussèrent à adopter un mode de vie nomade et pastoral. Ils étaient alors un peuple de religion tengriste, une forme de chamanisme.  Le premier portrait qu'affichent les Turcs d'aujourd'hui peut nous surprendre : c'est Attila, roi des Huns, dont le nom est souvent donné comme prénom en Turquie, signe évident de popularité. Les Huns, partis de l'Altaï, au cœur de l'Asie, s'en prirent, et avec une violence restée légendaire, à deux grands empires, chinois et romain.
Les Turcs commencent à s'étendre en Asie centrale et à se mélanger aux peuples natifs de la région dès le IIe siècle av. J.-C., la culture et les langues scythes disparaissant alors au profit de la culture et des langues turciques.
Le premier État connu sous le nom de « turc » fut le khaganat Göktürk (ou « Turc bleu »), fondé par le clan Ashina autour de l’Orkhon (affluent du lac Baïkal) en 552.
Ils sont considérés comme les fondateurs de la littérature turque, on leur doit le premier document connu en langue turcique, les inscriptions de l’Orkhon (vers 735), textes à caractère épique et poétique inscrits sur des stèles, en caractères runiques.
L'empire se sépara en deux en l'an 603, la partie occidentale fut dissoute en 657 par la dynastie Tang, avant qu'un second empire ne soit recréé en 682. Ce dernier perdura jusqu'en 744, date à laquelle il fut conquis par les Ouïghours.
Des cendres de l'empire d'Occident naquit l'Union de Kangar, auquel succéda en 750 la confédération oghouze qui dura trois siècles. À la suite de l'adoption de l'Islam en 950 par les dynasties qarakhanides et seldjoukides, qui sont toutes deux considérées comme les ancêtres ethniques et culturels des Ottomans, la langue administrative de ces États a acquis un grand nombre de mots empruntés à l'arabe et au persan.
Au XIe siècle, la dynastie turque des Seldjoukides ont sauvé le califat abbasside en 1055, lorsque le sultan seldjoukide Toghrul-beg a pris Bagdad, chassé les forces Bouyides et restauré l’autorité des Abbassides. Bien que les Abbassides aient conservé un rôle symbolique en tant que califes, le pouvoir réel était entre les mains des Seldjoukides, qui étaient les véritables protecteurs du califat et du sunnisme.

### Seldjoukides et Ottomans (XIe–XXesiècle)

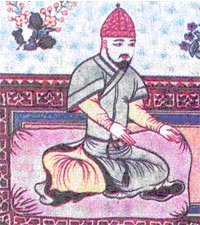
Tugrul bey fondateur de l'empire seldjoukide.

Vers la fin du IXe siècle, le chef oghouze Seldjouk se convertit à l'islam et fonde la dynastie seldjoukide. Son fils Tuğrul Bey fonde l'Empire seldjoukide en 1038 et conquiert une grande partie de la Perse (Iran) et du Moyen-Orient.
Son successeur et neveu Alp Arslan prend la tête de l'Empire en 1064, il conquiert la péninsule anatolienne en 1071 à la suite de sa victoire, après la bataille de Manzikert, au cours de laquelle ses armées capturent l'empereur byzantin Romain IV Diogène.
À la suite d'un accord avec les Byzantins, est établi en 1077 le sultanat de Roum, toujours dirigé par la dynastie seldjoukide. L'Empire seldjoukide s'effondre en 1194 tandis que le sultanat de Roum s'affaiblit à la suite de nombreuses croisades, avant de finalement succomber à l'invasion mongole en 1243 à la suite de la bataille de Köse Dağ. Après la dislocation de l'Empire mongol, les Seldjoukides deviennent les vassaux des ilkhanides.
Ces épisodes d'affaiblissement du pouvoir des sultans seldjoukides donnent lieu à la séparation progressive de nombreuses tribus du sultanat, dont celle des Ottomans en 1299.
Malgré la débâcle de 1402 face à Tamerlan, le territoire ottoman s'étend progressivement, notamment sous le règne de Mehmed II et ce, jusqu'à la conquête de la capitale romaine Constantinople en 1453 par celui-ci où le beylicat ottoman acquiert le prestige d'un empire. Grâce à Mehmed, l'Empire ottoman fait la conquête de la majeure partie des Balkans, de la Crimée, de l’Albanie (après la mort de Skanderbeg), de la Bosnie, de la Grèce, de Trebizonde et fait de la Roumanie un vassal. Il ordonne à Gedik Ahmed Pacha de faire la conquête de la ville d'Otrante en 1480, mais après sa mort précoce en 1481, son fils Bayézid II fait annuler le siège et met à mort Gedik Pacha.
Entre 1516 et 1517, le sultan Sélim Ier met fin au sultanat mamelouk, annexant ainsi le Levant, une partie de l'Arabie ainsi que l'Égypte et devient le calife du monde musulman. Il meurt en 1520, son fils Soliman le Magnifique lui succède et amène l'empire à son apogée militaire, économique et culturelle. Il étend son protectorat sur l'Algérie grâce aux frères Barberousse. Ainsi, il conquiert également la Hongrie, mais ne parvient pas à prendre Vienne (1529).
L'apogée territoriale de l'Empire ottoman dure jusqu'en 1683, date où l'échec du second siège de Vienne débute la Grande guerre turque et le déclin ottoman. À la suite de la guerre russo-turque de 1787-1792, les ottomans perdent le contrôle de la Crimée. L’Empire parvient à reprendre le contrôle des Lieux saints de l'islam en 1818, contre les wahhabites lors de la guerre ottomano-saoudienne. Après la perte de la Crimée, l’Empire perd également le contrôle du sud de la Grèce après son indépendance en 1821, soutenue par les puissances occidentales. L'Empire subit un grand revers face à la Russie lors de la guerre russo-turque en 1877-1878. En 1881, la France impose sont protectorat sur la Tunisie après avoir fait la conquête de l'Algérie dans les années 1830. L'Empire perd ainsi l’Égypte en 1882, au profit du Royaume-Uni. Ces nombreux revers alimentent le nationalisme des Jeunes-Turcs, modernistes de surcroît, à prendre le pouvoir des années plus tard.

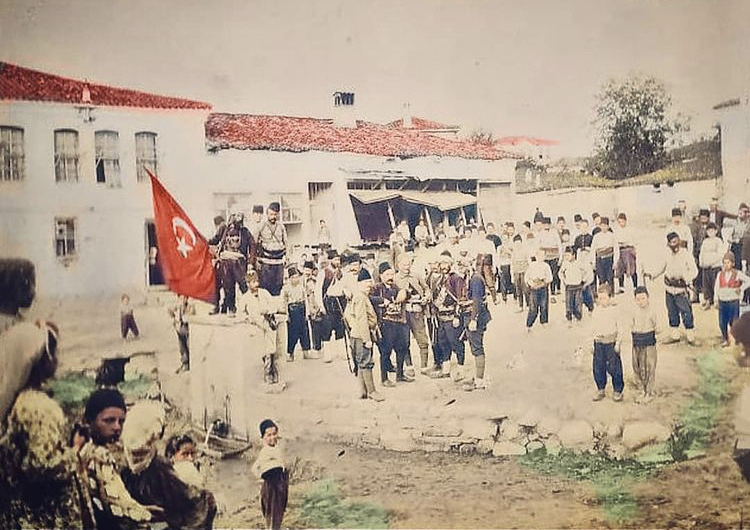
Soldats volontaires de la République de Thrace occidentale dans les rues de Kardzali, 1913.

En 1909, le mouvement des Jeunes-Turcs renverse le sultan Abdülhamid II lors d'un coup d'État, et prend le pouvoir. En 1911, peu avant la guerre balkanique, l'Italie, nouvellement unifiée, s'attaque à la Libye qui était sous contrôle ottoman (guerre italo-turque). L'Empire perd son dernier territoire africain et les îles du Dodécanèse. En 1912-1913, les États balkaniques profitent des difficultés de l'Empire en Tripolitaine pour s'unifier et l'attaquer à leur tour pendant la première guerre balkanique. Cette guerre est un fiasco pour les Turcs, qui perdent la quasi-totalité des Balkans. Après ce conflit, l'Empire cesse d'être une puissance européenne pour devenir une puissance purement asiatique.
À l'issue de la Première Guerre mondiale, les ottomans s'allient à l'Empire allemand et à l'Autriche-Hongrie. Malgré une grande victoire à la suite de la bataille des Dardanelles en 1916, l'Empire ottoman enchaîne les échecs face aux Arabo-Hachémites soutenus par les Britanniques (révolte arabe de 1916), et se retrouve partagé par le traité de Sèvres signé le 10 août 1920. Le commandant Mustafa Kemal, ayant joué un rôle important lors de la bataille des Dardanelles, rejette ce traité et entame la guerre d'indépendance turque, dont les forces kémalistes sortent victorieuses.
Le dernier sultan ottoman, Mehmed VI, quitte Constantinople le Ier octobre 1922, abolissant ainsi le sultanat.

### République de Turquie (depuis 1923)

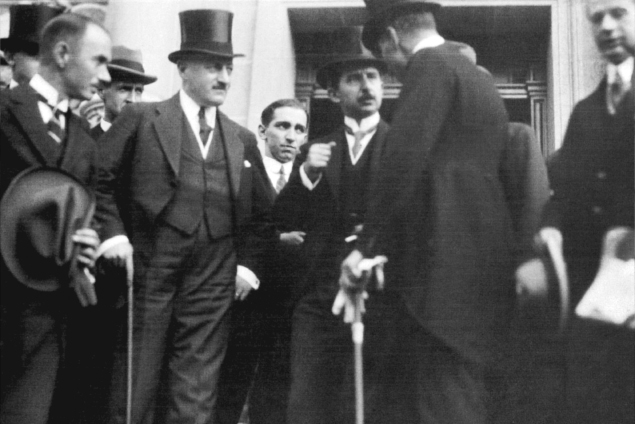
La délégation turque après avoir signé le Traité de Lausanne. La délégation était dirigée par İsmet Pacha (İnönü) (au centre) et Rıza Nur (à gauche, portant un haut-de-forme).

Le traité de Lausanne est signé le 24 juillet 1923 et la république turque est fondée le 29 octobre de la même année, dont Mustafa Kemal devient le président. Ankara, bastion de la guerre d'indépendance est désignée comme capitale. Les populations grecques d'Asie mineure sont expulsées la même année et échangées avec les populations turques de Grèce.
Une série de réformes majeures politiques, sociales et économiques est menée entre 1923 et 1938, dont les conséquences sont, entre autres, l'abolition du califat le 3 mars 1924, la modernisation et l'enrichissement du pays, l'adoption de l'alphabet latin, une hausse du taux d'alphabétisation et de fécondité. La polygamie est officiellement interdite. Le 5 décembre 1934, le droit de vote est octroyé aux femmes pour les élections nationales ; elle votent pour la première fois aux élections législatives du 8 février 1935. Le 5 février 1937, la laïcité est officiellement inscrite dans la constitution turque.

## Culture

### Langue

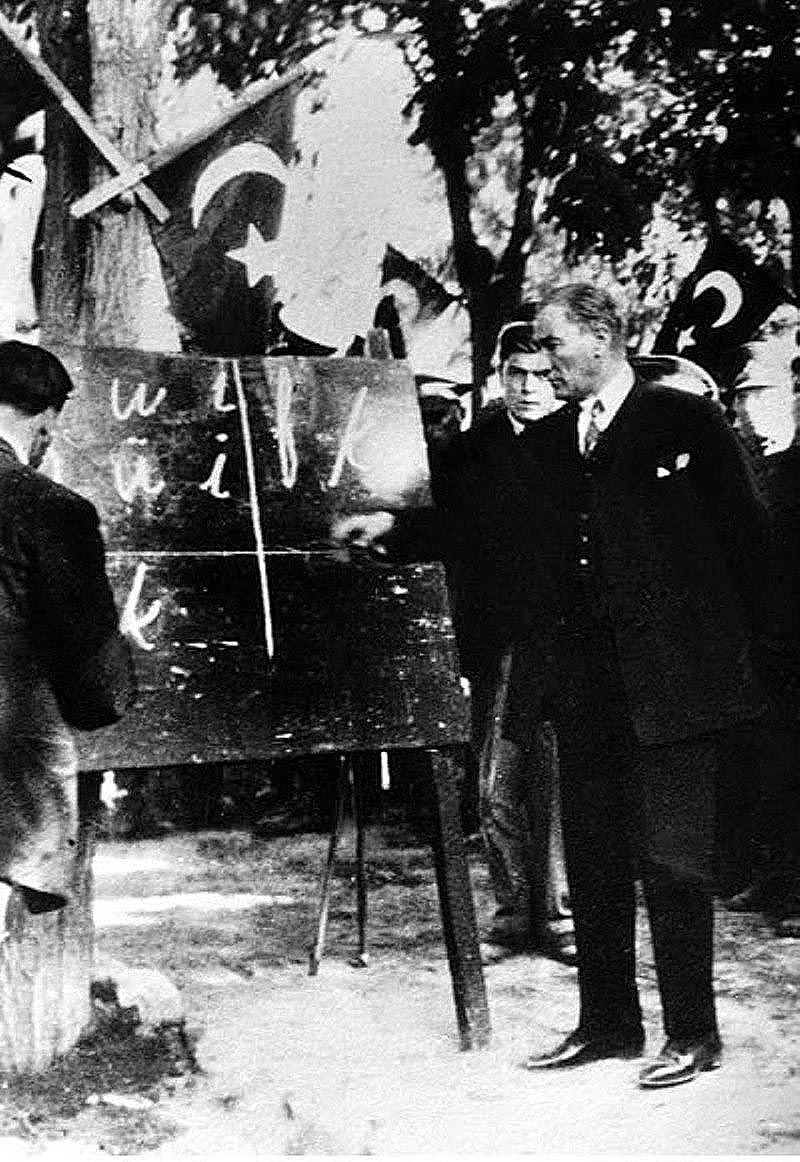
Mustafa Kemal Atatürk présente le nouvel alphabet turc aux habitants de Kayseri le 20 septembre 1928.

Les Turcs parlent le turc, une langue appartenant à la branche oghouze de la famille éponyme des langues turciques. Le turc est principalement parlé en Turquie mais également sur l'île de Chypre et dans les Balkans par des minorités turques présentes en Bulgarie, en Grèce (principalement en Thrace occidentale), au Kosovo, en Macédoine du Nord, en Roumanie (principalement en Dobroudja) et en Moldavie (principalement en Gagaouzie).
Historiquement, l'évolution linguistique de la langue turque est divisée en trois phases :
1. le « vieux turc seldjoukide » ou « anatolien » (en turc : Eski Selçuk (Anadolu) Türkçesi) est appartu à la suite de l'introduction de l'oghouze par les turcs seldjoukides au XIe siècle en Anatolie[75]. La langue s'écrivait d'abord en turc karamanli (en turc : Karamanlı Türkçesi ou Karamanlıca rendu en alphabet grec byzantin), ensuite en alphabet perso-arabe (version dérivée de l'alphabet arabe) et absorba progressivement des mots et des formes grammaticales grecques, arméniennes, persanes et arabes[75],[76]. Elle donna naissance entre le XVe siècle et le XVIe siècle au turc ottoman précoce[75].
2. le turc ottoman classique (en turc : Osmanlı Türkçesi) a été parlé du XVe siècle au XXe siècle et écrit en alphabet turc ottoman, variante de l'alphabet perso-arabe[75]. Le taux estimé d'emprunts lexicaux en provenance des langues arabes et persanes peut aller jusqu'à 88%[77].
3. le turc moderne (en turc : Türkçe) a été institué avec la fondation de la république turque en 1923. La réforme de la langue fut facilement imposée par le gouvernement républicain, alors auréolé par son statut de sauveur de la nation grâce au traité de Lausanne (1923), ce qui réduisit à peu de chose les résistances religieuses. Les changements majeurs furent le passage de l'alphabet arabe à l'alphabet latin, la turquisation d'un grand nombre de toponymes et de patronymes, l'exclusion du vocabulaire des mots d'origine non-turque et leur remplacement par des mots turcs (parfois des mots-valises comme sayrılarevi au lieu d'ospis pour « hospice » ou bien havalanı au lieu d'aerodrom)[78],[79].

Légendairement, selon l'auteur protochroniste français Hilaire de Barenton, le turc serait la langue originelle de toute l'humanité, également appelée « langue-soleil » (en turc : Güneş Dil ), « langue-mère » ou « proto-langue originelle » et « origine de toutes les langues actuellement connues, parlée il y a au moins cent mille ans »,.

### Religion

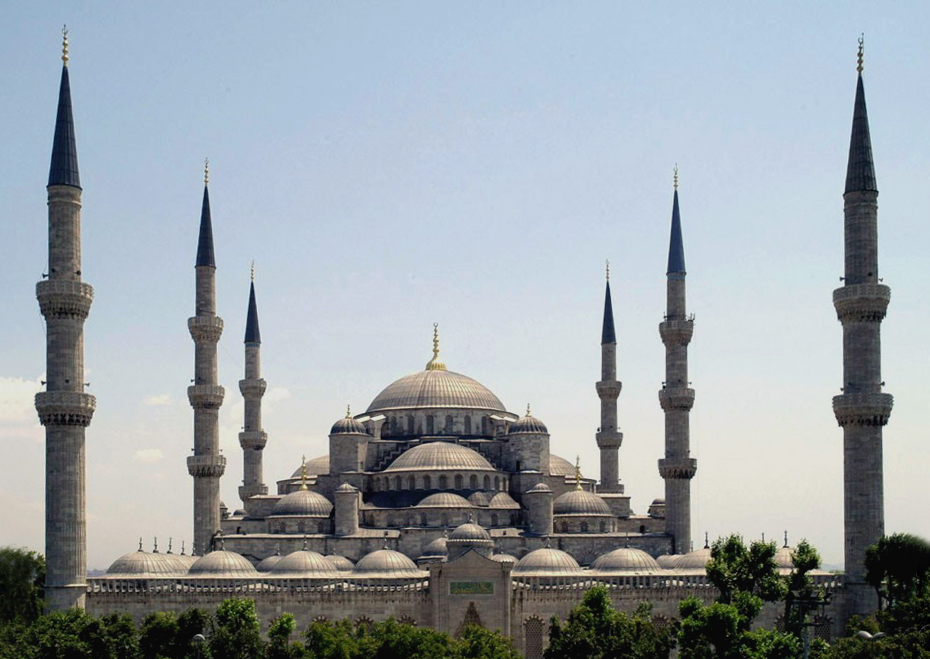
La mosquée Sultan Ahmet à Istanbul, Turquie.

La religion majoritaire chez les turcs est l'islam, la plupart d'entre eux étant sunnites de tradition hanafite, la plus libérale. Depuis les réformes d'Atatürk, la Turquie est officiellement un état laïque et, de 1924 à 1984, le port du fez (couvre-chef masculin) et du tesettür (voile féminin), signes religieux, a été interdit en public. Le voile islamique était interdit dans les universités turques jusqu’en 2008, année où le parti ultra-conservateur (AKP) d’Erdogan l’autorise officiellement.

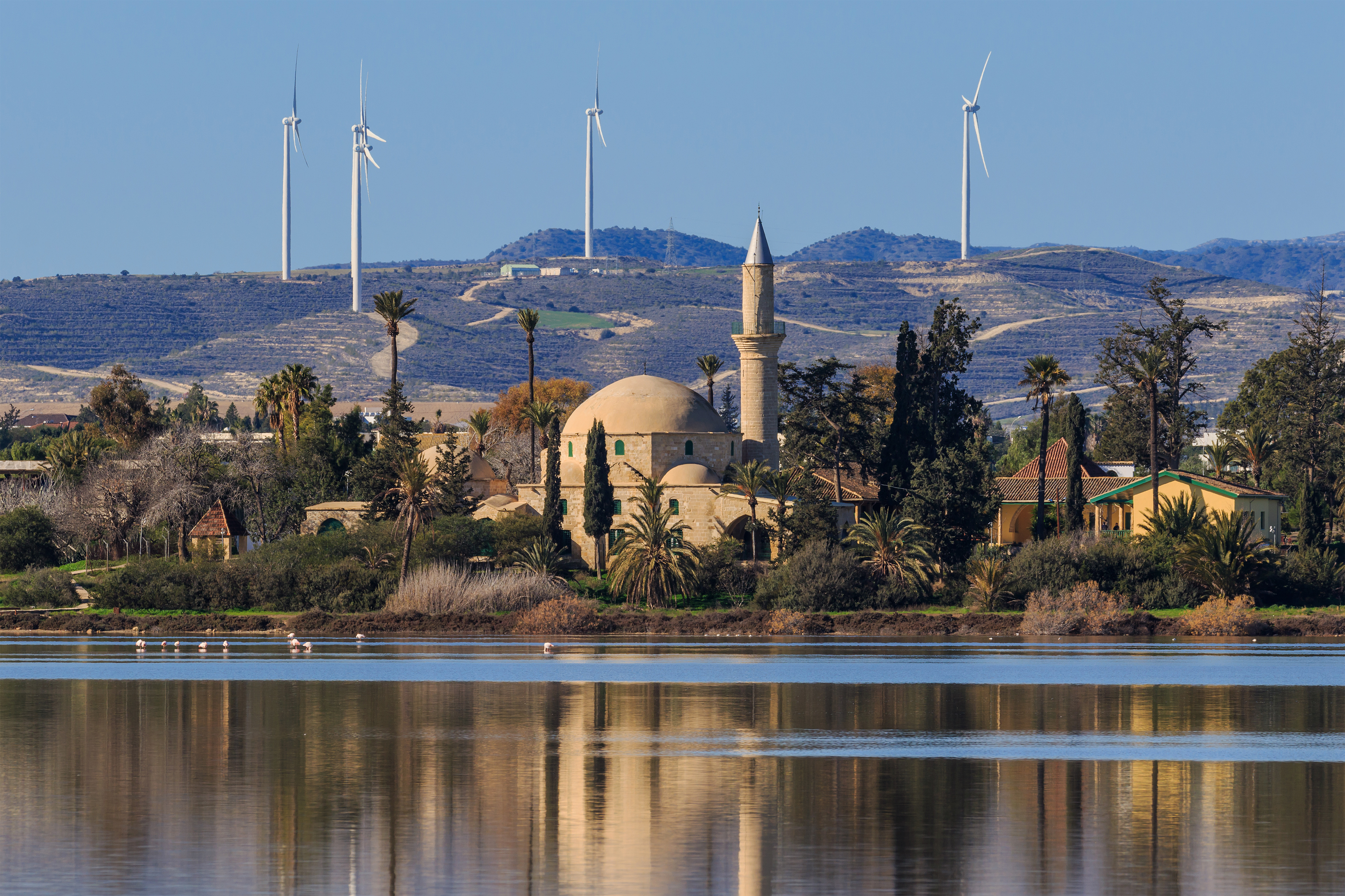
Mosquée Hala Sultan Tekke au bord du lac salé de Larnaca, Chypre du Nord.

Selon le CIA Factbook, à la suite des purifications ethniques des années 1915-1925 et de 1955, il ne reste en Turquie que 0,2 % de non-musulmans, comprenant majoritairement des chrétiens et des juifs ; 99,8 % de la population turque est de tradition musulmane. Il y a aussi entre 10 et 15 millions d'alévis musulmans estimés dans le pays.
Il s'agit cependant d'un islam modéré : selon une étude du KONDA, seule 9.7% de la population s'est décrite comme « pieuse et pleinement dévouée » (pratiquante), tandis que 52.8% s'est décrite comme « religieuse par tradition ». 69,4% des femmes interrogées ont déclaré se couvrir les cheveux, mais ce taux est plus bas dans plusieurs groupes démographiques : 53% chez les 18-28 ans, 27,5 % chez les diplômés universitaires, 16.1% chez les titulaires d'une maîtrise ou d'un diplôme supérieur.

### Mythologie et folklore
Avant leur conversion à l'islam, les Turcs étaient principalement tengristes, et ont conservé un certain nombre de croyances et de rituels issus de cette religion ; d'autres ont été héritées du christianisme oriental qui dominait en Anatolie du Ve au XIe siècle et il existe encore quelques lieux de culte multireligieux comme dans les îles des Princes,.

### Cuisine

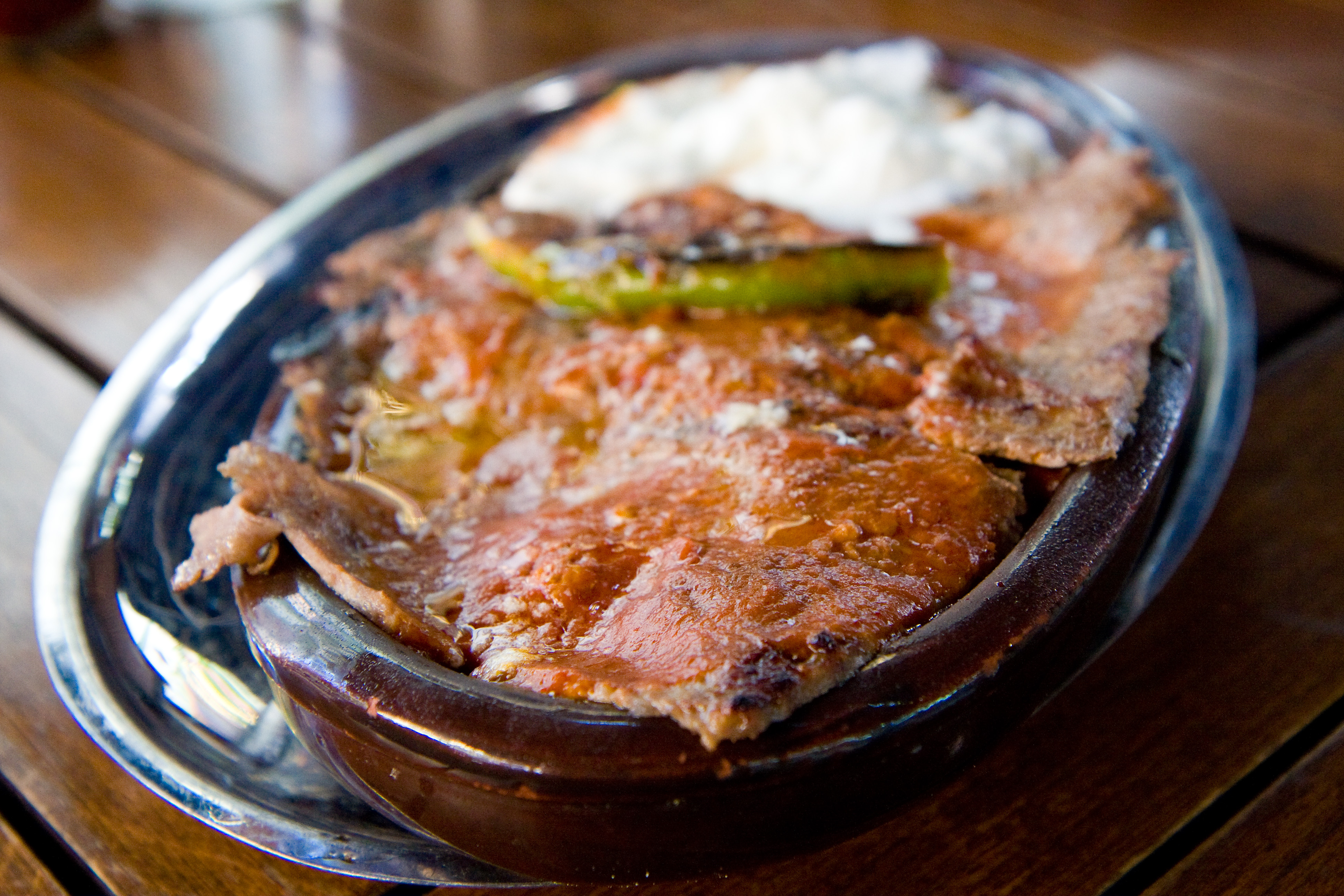
İskender kebap

La Turquie est très connue par ses spécialités culinaires qui puisent entre autres dans la cuisine grecque antique et médiévale, l'arménienne, la perse, l'arabe et la juive, ainsi bien sûr que dans celle des peuples turcophones cavaliers des steppes. Ces spécialités ont à leur tour inspiré la cuisine des peuples ayant vécu au sein de l'Empire ottoman, notamment au niveau des desserts : les ottomans ont entre autres introduit le café en Europe.

### Arts
L'art turc actuel est en grande partie hérité de l'art ottoman et comprend des secteurs tels que l'illustration, l'architecture, la littérature et la musique. L'art ottoman lui-même s'est enrichi des influences byzantines, perses, islamiques et bien d'autres.

#### Dessin et peinture
Les miniatures ottomanes étaient la forme d'illustration la plus courante dans l'Empire ottoman et comprennent de fortes influences perses. Les artistes à l'origine de ces miniatures étaient appelés les nakkashane. L'un des plus connus de la Turquie est Osman Asaf Bora, auteur de beaux paysages.

#### Littérature
Le genre le plus ancien connu de la littérature turque connue est l'épopée héroïque, l'exemple le plus classique étant le Kitab-i Dede Korkut signifiant littéralement « Le Livre de Grand-Père Korkut » dont des sources remontent au XIe siècle ou au Xe siècle en Asie centrale. Le style du récit, consistant en une prose mêlée à des vers, suggère une composition orale, le poème original ayant selon toute évidence été créé par un barde oral (ozan dans les cultures turques). Les circonstances de la transformation de l'épopée en littérature écrite sont inconnues,.
En 2006, l'écrivain Orhan Pamuk fut le premier Turc à gagner un prix Nobel de littérature.

#### Musique
La musique traditionnelle turques puise aux mêmes sources que la cuisine et inclut la musique folklorique turque (Türkü ou Halk müziği), le fasıl et la musique classique ottomane (Sanat müziği) qui est née de la cour ottomane. Les genres contemporains incluent la musique pop et le hip-hop turc.
La pop turque est communément admise comme ayant débuté en 1958 avec la chanson Little Lucy d'Erol Büyükburç, elle s'est ensuite popularisée durant les années et les décennies qui suivirent.

## Génétique
Les Turcs d'Anatolie sont aujourd'hui principalement le fruit d'un métissage entre les Anatoliens indigènes eux-mêmes issus du mélange entre les nombreuses strates du mille-feuille ethnique produit par l'histoire de l'Anatolie, et les Turcs Oghouzes originaires de la steppe eurasienne. Ils combinent à la fois des éléments d'Asie de l'Est, d'Asie centrale, du Moyen-Orient et d'Europe méditerranéenne.

### ADN autosomal
Des études génétiques autosomales récentes ont montré que les populations turques d'Anatolie présentent un héritage génétique complexe. 
Une étude publiée en 2022, basée sur l'analyse de plus de 700 génomes anciens couvrant 11 000 ans d'histoire en Europe du Sud et en Asie de l'Ouest, a révélé que les Turcs modernes de l'Anatolie partagent une ascendance à la fois avec les populations anciennes d'Anatolie et avec les peuples turcophones venus d'Asie centrale. L'apport génétique des locuteurs turciques d’Asie centrale aux populations turques d'Anatolie actuelles a été estimé entre environ 9 % et 22 %, sur la base de la comparaison entre l’ascendance d’Asie centrale présente chez les Turcs modernes d'Anatolie (~9 %) et celle mesurée chez les anciens individus d’Asie centrale (entre 41 % et 100 %).
D'autres études plus anciennes avaient montré des résultats similaires. 
Une étude publiée en 2012 dans la revue Annals of Human Genetics réalisa plusieurs estimations de l'ascendance turque à partir d'échantillons provenant des villes d'Istanbul, d'Aydın et de Kayseri.
Au niveau K=3, les résultats ont été estimés à 45 % moyen-oriental, 40 % européen et à 15 % centre-asiatique. Au niveau K=4, les résultats ont été estimés à 38 % européen, 35 % moyen-oriental, 18 % sud-asiatique et à 9 % centre-asiatique.
Au niveau K=7, les résultats ont été estimés à 21,0% européen, 8,7% sud-asiatique, 6% centre-asiatique et à 0,4% moyen-oriental.
Des échantillons français, italiens, toscans et sardes de référence ont été utilisés pour définir la population de base européenne. Des échantillons ouïghours, hazaras et kirghizes ont été utilisés pour définir la population de base centre-asiatique. Des échantillons pakistanais ont été utilisés pour définir la population de base sud-asiatique. Des échantillons palestiniens et druzes ont été utilisés pour définir la population de base moyen-orientale. Une certaine homogénéité a pu être relevée dans la population turque, témoignant d'un « melting-pot anatolien ».
Une étude publiée en 2014 dans la revue BMC Genomics réalisa une moyenne à partir d'échantillons provenant de 16 provinces différentes à travers tout le pays dont les génomes ont été entièrement séquencés. La moyenne d'ascendance en provenance d'Asie de l'Est a été estimée à 21.7 %.

### Haplogroupes (ADN-Y, ADNmt)
Une étude publiée en 2001 dans la revue American Journal of Physical Anthropology a donné une estimation de la contribution centre-asiatique sur le pool génétique mitochondrial anatolien d'approximativement 30 %.
Une étude publiée en 2004 dans la revue Human Genetics a trouvé une grande diversité d'haplogroupes patrilinéaires (ADN-Y) en Turquie. Les différents haplogroupes identifiés sont J2 (24 %), R1b (15,9 %), G (10,9 %), E1b1b (10,7 %), J1 (9 %), R1a (6,9 %), I (5.3 %), K (4,5 %), L (4,2 %), N (3,8 %), T (2,5 %), Q (1,9 %), C (1,3 %) et R2 (0,96 %).